# Iglesia de Santa María de Cauberola

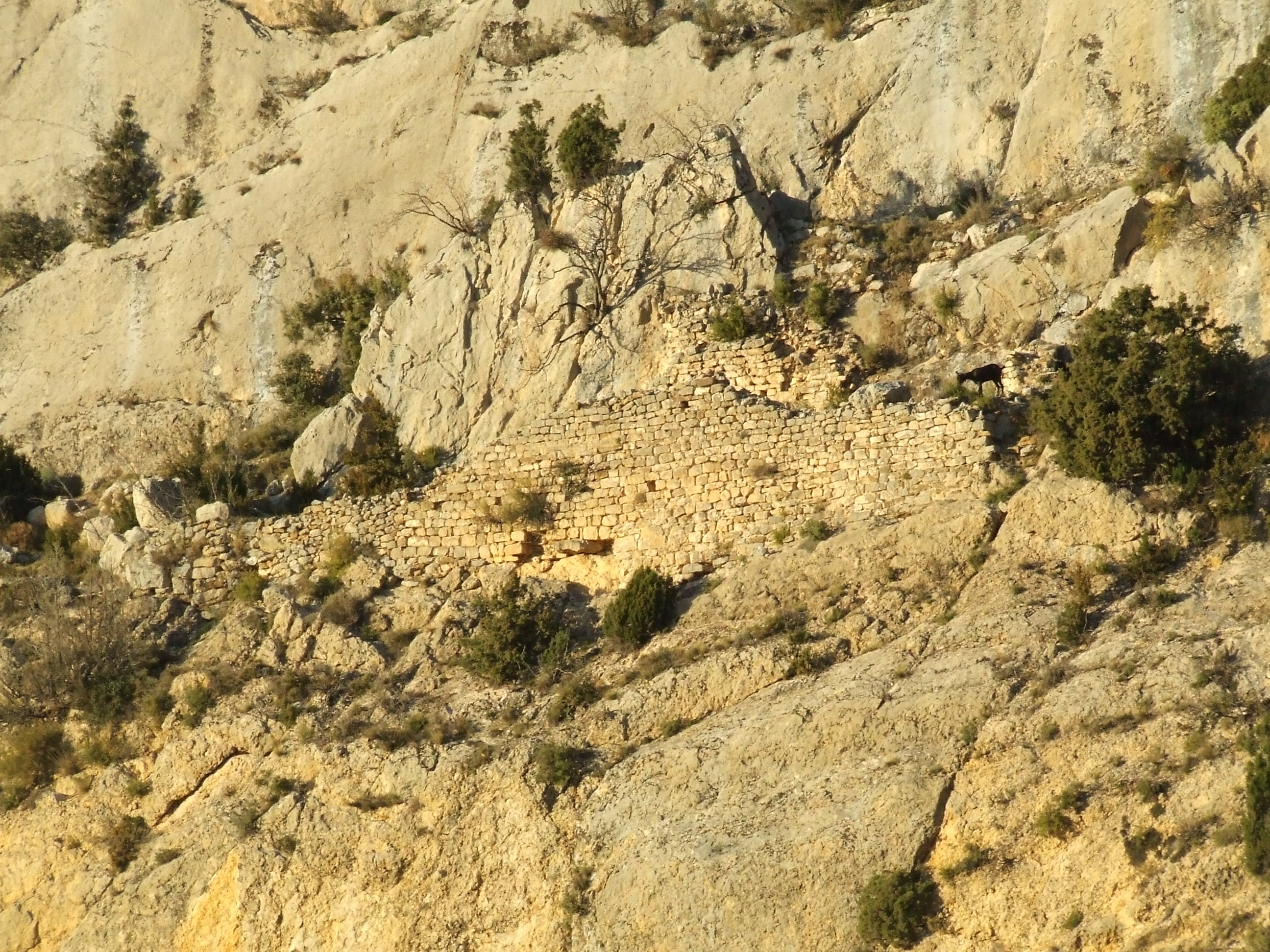
Detalle de los muros de las iglesias.

Santa María de Cauberola es una iglesia románica del municipio de Abella de la Conca, en la comarca del Pallars Jussá. A menudo es llamada, erróneamente, Santa María de Calberola o Callberola
Era una iglesia de una sola nave, estrecha en relación con la longitud. El muro norte, se encontrada adosado en la roca y se mantenía hasta el arranque de la bóveda. El muro sur tiene una altura de 1,5 m aproximadamente. Quedan unas hileras de piedras del ábside. Estos fragmentos conservados muestran un aparato regular, probablemente correspondiente a una obra del siglo XI.
Se trataba, seguramente, de un asentamiento monástico, pero no se conserva ningún tipo de documentación.
Está situada en un lugar de difícil acceso, aunque el camino del Bosque de Abella pasa por sus pies, una quincena de metros más abajo. El acceso, a pie y por caminos no marcados, se hace dando una vuelta para salvar el desnivel por el lado de levante de la antigua iglesia.